# Elecciones generales de Santa Lucía de 2011
Las elecciones generales tuvieron lugar en Santa Lucía el 28 de noviembre de 2011. El resultado fue una victoria para el Partido Laborista de Santa Lucía, el cual obtuvo once de diecisiete escaños. El 30 de noviembre de 2011, el líder del Partido Laborista, Kenny Anthony, fue juramentado como primer ministro.

## Sistema electoral
Los 17 miembros elegidos de la Asamblea Legislativa fueron elegidos por mayoría simple en circunscripciones uninominales. Después de las elecciones, se eligió a un presidente, que puede ser de fuera de la Cámara.

## Resultados
| Partido                                          | Votos   | %     | Escaños | +/–   |
| ------------------------------------------------ | ------- | ----- | ------- | ----- |
| Partido Laborista de Santa Lucía                 | 42 456  | 50,99 | 11      | +5    |
| Partido Unido de los Trabajadores de Santa Lucía | 39 100  | 46,96 | 6       | –5    |
| Movimiento Democrático Nacional                  | 200     | 0,24  | 0       | Nuevo |
| Movimiento Popular Lucense                       | 143     | 0,17  | 0       | Nuevo |
| Verdes Lucenses                                  | 23      | 0,03  | 0       | Nuevo |
| Independientes                                   | 1 338   | 1,61  | 0       | 0     |
| Votos en blanco/nulos                            | 1 775   | –     | –       | –     |
| Total                                            | 85 035  | 100   | 17      | 0     |
| Electores registrados/participación              | 151 466 | 56,14 | –       | –     |
| Fuente: Caribbean Elections                      |         |       |         |       |